# The Rights of Man: a Story of War's Red Blotch
The Rights of Man: a Story of War's Red Blotch er en amerikansk stumfilm fra 1915 af Jack Pratt.

## Medvirkende
- George Clark som Sigismund
- Richard Buhler som Dr. Carew
- Rosetta Brice som Lorha
- Francis Joyner
- Charles Brandt som Brun